# 伊予宮野下站
伊予宮野下站（日语：／ Iyo-miyanoshita eki */?）是一位於日本愛媛縣宇和島市三間町宮野下、隸屬於四國旅客鐵道（JR四國）的鐵路車站。車站編號為G44。本站和務田站相距只有0.9公里，是整條予土線中唯一兩站相距少於1公里的路段。在三間町於平成大合併前，現在位置是中心地區，因此聚集了較多居民，附近亦設有高校及保健中心，因此吸引較多人使用。

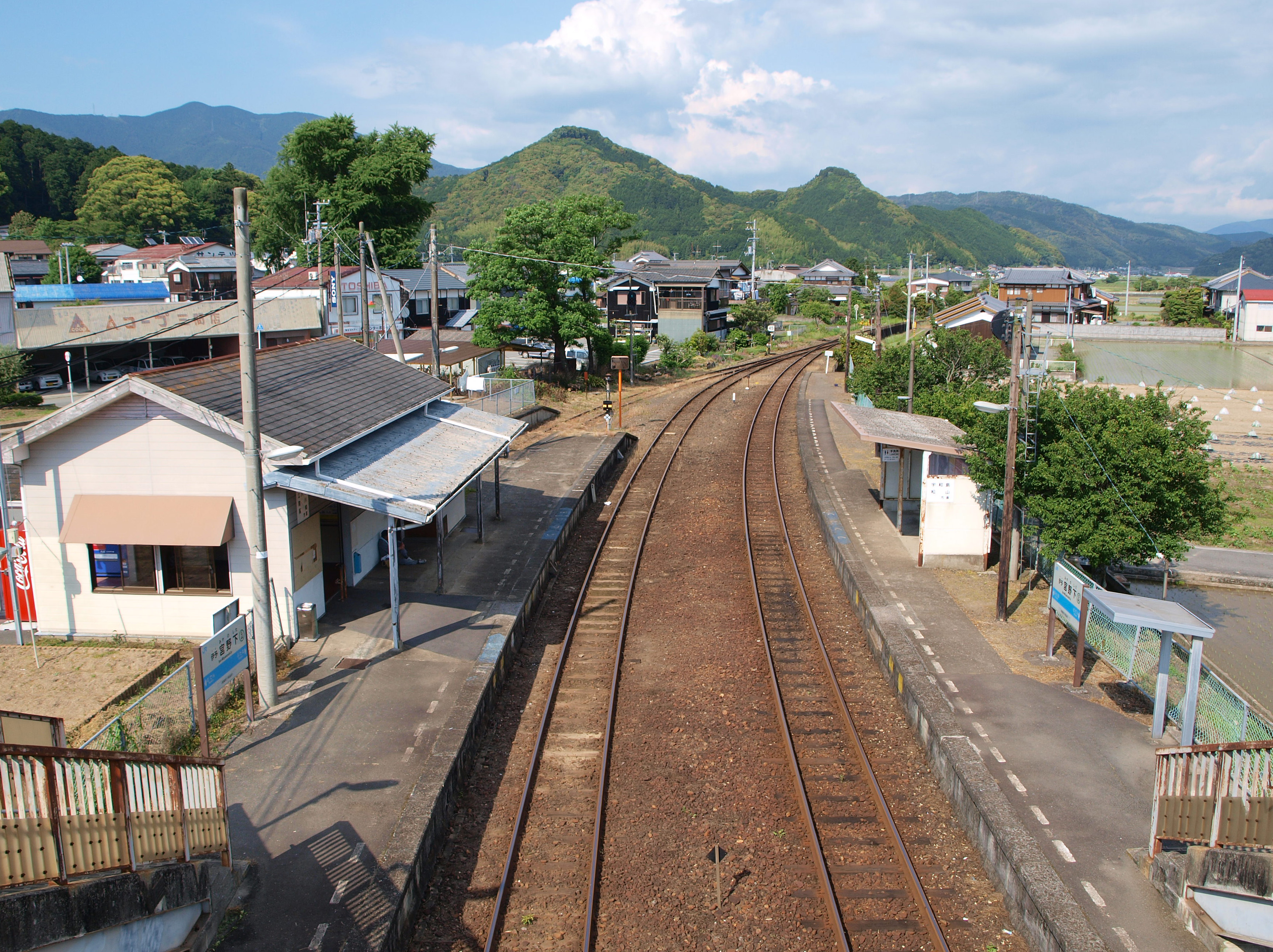
月台（2010年5月）

## 車站結構
現時設有單層木製站舍一座，設有候車大堂及儲物室（前售票處）。由於JR四國很早便將本站設為無人車站，原本的售票窗口在早經被封去。現時為簡易委託站。
設有側式月台2個，提供2面2線配置。和吉野生站相同，月台不設有編號。在各邊月台的候車亭上標示行車方向。近站舍旁的月台為上行，開往近永站方向；遠離站舍的月台為下行，開往宇和島站方向，兩邊月台以行人天橋連接，有效長度為5卡。
上行路軌往二名站方向，仍然保留前貨運側線路軌一條，供貨物列車停泊之用，現時已棄用。

### 月台配置
| 月台                  | 路線    | 方向     | 目的地           |
| --------------------- | ------- | -------- | ---------------- |
| 上行月台 （靠近站舍） | ■予土線 | （上行） | 江川崎、窪川方向 |
| 下行月台 （遠離站舍） | ■予土線 | （下行） | 近永、宇和島方向 |

## 歷史
- 1914年10月18日：隨宇和島鐵道通車而開業，最初命名為宮野下站。
- 1933年8月1日：宇和島鐵道國有化，並改稱「伊予宮野下站」[4]。
- 1987年4月1日: 日本國鐵分割民營化，車站的營運由JR四國繼承。

## 使用狀況
撇除與其他路段重覆的車站（宇和島、北宇和島、窪川及若井），本站是予土線上使用人數第二最多的車站。然而相比最多的近永站，本站的每日使用人數人數連近永站的一半也未達到，而且持續下降中。即使是2019冠状病毒病疫情過後，使用人數仍然未見回升。
而根據國土交通省「國土數值情報」，以下為1日平均上下車人次：
| 年度 | 1日平均 乘車人次 | 1日平均 乘車人次 |
| ---- | ---------------- | ---------------- |
| 2011 | 238              |                  |
| 2012 | 222              |                  |
| 2013 | 258              |                  |
| 2014 | 296              |                  |
| 2015 | 298              |                  |
| 2016 | 268              |                  |
| 2017 | 246              |                  |
| 2018 | 220              |                  |
| 2019 | 190              |                  |
| 2020 | 188              |                  |
| 2021 | 162              |                  |
| 2022 | 146              |                  |

## 相鄰車站
四國旅客鐵道（JR四國）
■予土線
二名（G43）－伊予宮野下（G44）－務田（G45）

## 外部連結
- JR四國伊予宮野下站 （页面存档备份，存于）
- 另一非官方車站圖片集。